# Češvinica
Koordinati:   42°46′13″N, 16°58′43″E
Češvinica je majhen nenaseljen otoček v Jadranskem morju. Pripada Hrvaški.
Češvinica leži okoli 2 km zahodno od otoka Lastovo. Njegova površina meri 0,619 km². Dolžina obalnega pasu meri 4,71 km. Najvišji vrh je visok 46 mnm.